# محمد هاشم الهدية
محمد هاشم الهدية (1912 - 2007) فقيه سوداني، كان رئيس جماعة أنصار السنة المحمدية بالسودان.

## حياته
ولد عام 1912م في مدينة رفاعة في ولاية الجزيرة - جمهورية السودان، حفظ كتاب الله (القرآن الكريم) ثم درس المرحلة الابتدائية ثم المتوسطة، درس علوم القرآن على الشيخ عبد الباقي يوسف النعمة من خريجي الأزهر الذين تأثروا بعلماء المدينة المنورة، وكان الشيخ عبد الباقي سببا في دخول الشيخ الهدية في جماعة أنصار السنة المحمدية، وعمل متفرغا لرئاسة المركز العام لجماعة أنصار السنة المحمدية بالسودان منذ العام 1956م وحتى وافته المنية في 2007م.

## حياته المهنية
تم توظيفه في مصلحة البريد والبرق بالخرطوم عام 1930م وكان عمره آنذاك 17 عاما، ثم الحق بمدرسة البريد والبرق وبعد تخرجه نقل للعمل بفرع المصلحة في مدينة الفاشر، وعمل لمدة عام في الأبيض ثم رجع للعمل في الفاشر، ثم عاد للعمل مرة أخرى في الخرطوم ليتطوع كفني لاسلكي في قوة دفاع السودان عام 1934م، وظل مرافقا للجيش السوداني آنذاك حتى العام 1938م. واصل عمله مع البريد والبرق حتى أحيل للمعاش عام 1968 م، وقبل انضمامه لأنصار السنة بايع زعيم الختمية وظل متمسكا بالطريقة حتى عام 1941م. ترك الطريقة الختمية وانضم للطريقة العزمية عام 1941م.

## بدايته مع جماعة أنصار السنة المحمدية
انخرط في صفوف جماعة أنصار السنة المحمدية بالسودان - والتي هي رائدة الدعوة السلفية فيه - في عام 1946م. ودرس على يد شيوخ دعوة التوحيد الأوائل في السودان – منهم فضيلة الشيخ عبد الباقي يوسف، والشيخ يوسف أبو رحمهما الله. تدرج في وظائف النشاط بالجماعة من محصل للمال لدعم الدعوة ثم داعية ثم إمام مسجد قبل رئاسته للجماعة. ظل يعمل إماماً لمسجد الملك فيصل بمدينة أمدرمان منذ إنشائه في عام 1968م وحتى عام 1992م حيث تنازل طواعية لأحد شباب الدعوة - وهو الأستاذ / كامل عمر البلال نائب الأمين العام الحالي للجماعة، تولى منصب الرئيس العام لجماعة أنصار السنة المحمدية في عام 1956م بعد وظل يتولى هذا المنصب منذ ذلك التاريخ وحتى وفاته في صباح التاسع عشر من شهر سبتمبر للعام 2007م الموافق السابع من رمضان 1428هـ.